# Ficus curtipes
Ficus curtipes är en mullbärsväxtart som beskrevs av Edred John Henry Corner. Ficus curtipes ingår i släktet fikonsläktet, och familjen mullbärsväxter. Inga underarter finns listade i Catalogue of Life.